# NHK Trophy 2011
NHK Trophy 2011 – czwarte w kolejności zawody łyżwiarstwa figurowego z cyklu Grand Prix 2011/2012. Zawody rozgrywano od 10 do 13 listopada 2011 roku w Makomanai Sekisui Heim Ice Arena w Sapporo.
Wśród solistów triumfował reprezentant gospodarzy Daisuke Takahashi, zaś wśród solistek jego rodaczka Akiko Suzuki. W konkurencji par sportowych złoty medal zdobyli reprezentanci Rosji Yūko Kawaguchi i Aleksandr Smirnow. W parach tanecznych triumfowali Amerykanie Maia Shibutani i Alex Shibutani.

## Wyniki

### Soliści
| Poz. | Zawodniczka         | Nota łączna | SP | SP    | FS | FS     |
| ---- | ------------------- | ----------- | -- | ----- | -- | ------ |
| 1    | Daisuke Takahashi   | 259,75      | 1  | 90,43 | 1  | 169,32 |
| 2    | Takahiko Kozuka     | 235,02      | 2  | 79,77 | 2  | 155,25 |
| 3    | Ross Miner          | 212,36      | 6  | 71,12 | 4  | 141,24 |
| 4    | Samuel Contesti     | 209,69      | 7  | 63,83 | 3  | 145,86 |
| 5    | Tomáš Verner        | 196,63      | 9  | 62,96 | 5  | 133,67 |
| 6    | Konstantin Mieńszow | 195,88      | 4  | 74,67 | 8  | 121,21 |
| 7    | Tatsuki Machida     | 195,45      | 5  | 72,26 | 6  | 123,19 |
| 8    | Armin Mahbanoozadeh | 185,58      | 8  | 63,52 | 7  | 122,06 |
| 9    | Brandon Mroz        | 184,83      | 3  | 74,83 | 9  | 110,00 |

### Solistki

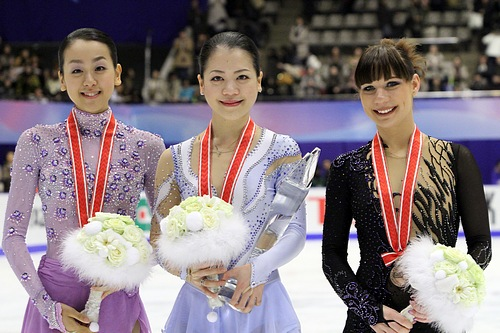
Medalistki w konkurencji solistek, od lewej Mao Asada (JPN), Akiko Suzuki (JPN), Alena Leonowa (RUS)

| Poz. | Zawodniczka          | Nota łączna | SP | SP    | FS | FS     |
| ---- | -------------------- | ----------- | -- | ----- | -- | ------ |
| 1    | Akiko Suzuki         | 185,98      | 1  | 66,55 | 2  | 119,43 |
| 2    | Mao Asada            | 184,19      | 3  | 58,42 | 1  | 125,77 |
| 3    | Alena Leonowa        | 170,68      | 2  | 61,76 | 4  | 108,92 |
| 4    | Ashley Wagner        | 165,65      | 5  | 55,88 | 3  | 109,77 |
| 5    | Elene Gedewaniszwili | 160,44      | 4  | 57,37 | 6  | 103,07 |
| 6    | Kiira Korpi          | 157,53      | 7  | 53,70 | 5  | 103,83 |
| 7    | Maé Bérénice Méité   | 143,69      | 8  | 52,05 | 7  | 91,64  |
| 8    | Agnes Zawadzki       | 138,19      | 6  | 53,84 | 9  | 84,35  |
| 9    | Cynthia Phaneuf      | 131,82      | 9  | 45,42 | 8  | 86,40  |
| 10   | Shoko Ishikawa       | 122,14      | 10 | 45,07 | 10 | 77,07  |

### Pary sportowe

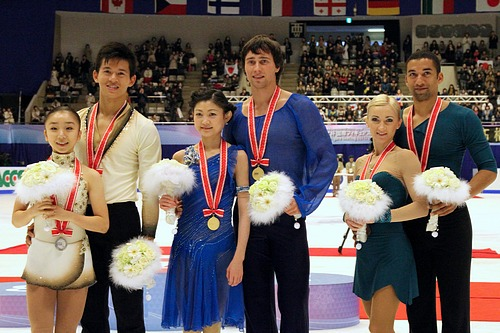
Medaliści w parach sportowych, od lewej Narumi Takahashi / Mervin Tran (JPN), Yūko Kawaguchi / Aleksandr Smirnow (RUS), Alona Sawczenko / Robin Szolkowy (GER)

| Poz. | Zawodnicy                               | Nota łączna | SP | SP    | FS | FS     |
| ---- | --------------------------------------- | ----------- | -- | ----- | -- | ------ |
| 1    | Yūko Kawaguchi / Aleksandr Smirnow      | 177,51      | 5  | 55,02 | 1  | 122,49 |
| 2    | Narumi Takahashi / Mervin Tran          | 172,09      | 2  | 57,89 | 2  | 114,20 |
| 3    | Alona Sawczenko / Robin Szolkowy        | 171,68      | 1  | 59,23 | 3  | 112,45 |
| 4    | Stefania Berton / Ondřej Hotárek        | 163,83      | 3  | 56,23 | 5  | 107,60 |
| 5    | Caydee Denney / John Coughlin           | 163,75      | 4  | 55,48 | 4  | 108,27 |
| 6    | Lubow Iluszeczkina / Nodari Maisuradzie | 159,01      | 6  | 53,12 | 6  | 105,89 |
| 7    | Marissa Castelli / Simon Shnapir        | 149,02      | 7  | 49,93 | 7  | 99,09  |
| 8    | Natasha Purich / Raymond Schultz        | 128,17      | 8  | 45,56 | 8  | 82,61  |

### Pary taneczne

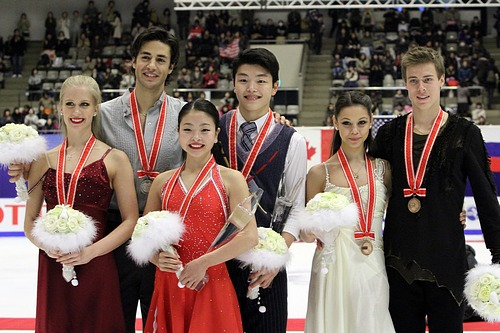
Medaliści w parach tanecznych, od lewej Kaitlyn Weaver / Andrew Poje (CAN), Maia Shibutani / Alex Shibutani (USA), Jelena Iljinych / Nikita Kacałapow (RUS)

| Poz. | Zawodnicy                                    | Nota łączna | SD | SD    | FD  | FD    |
| ---- | -------------------------------------------- | ----------- | -- | ----- | --- | ----- |
| 1    | Maia Shibutani / Alex Shibutani              | 151,85      | 3  | 59,02 | 1   | 92,83 |
| 2    | Kaitlyn Weaver / Andrew Poje                 | 151,76      | 2  | 60,07 | 2   | 91,69 |
| 3    | Jelena Iljinych / Nikita Kacałapow           | 149,48      | 1  | 61,83 | 3   | 87,65 |
| 4    | Nielli Żyganszyna / Alexander Gazsi          | 136,12      | 4  | 55,69 | 4   | 80,43 |
| 5    | Lorenza Alessandrini / Simone Vaturi         | 133,29      | 5  | 54,37 | 5   | 78,92 |
| 6    | Lynn Kriengkrairut / Logan Giulietti-Schmitt | 126,39      | 6  | 50,81 | 6   | 75,58 |
| 7    | Cathy Reed / Chris Reed                      | 123,22      | 8  | 49,36 | 7   | 73,86 |
| WD   | Alexandra Paul / Mitchell Islam              | DNF         | 7  | 49,36 | DNF | DNF   |